# Bezirk Wien-Umgebung
Der Bezirk Wien-Umgebung war ein Verwaltungsbezirk des Landes Niederösterreich.
Er entstand 1954 durch die Auflösung von Groß-Wien; mit Ende 2016 wurde er aufgelöst und auf die Nachbarbezirke aufgeteilt. Der Bezirk Wien-Umgebung bestand zum Zeitpunkt seiner Auflösung aus 21 Gemeinden, darunter waren sechs Städte und sieben Marktgemeinden. Sein Kfz-Kennzeichen war WU mit Ausnahme der Stadtgemeinde Schwechat (SW).

## Geschichte

### Gründung
In der Zeit des Nationalsozialismus war 1938 eine Reihe von selbstständigen Gemeinden mit Wien zu Groß-Wien vereinigt worden. Als Wien 1946 (Beschluss) bzw. 1954 (Durchführung) auf seine heutige Größe redimensioniert wurde, wurden 80 zuvor selbstständige Gemeinden wieder Teil von Niederösterreich. Durch Eingemeindungen reduzierte sich die Anzahl der neuen Gemeinden auf 66, von denen 42 dem neu errichteten Bezirk Wien-Umgebung, die übrigen dem wiederhergestellten Bezirk Mödling zugeordnet wurden. Der Bezirk Wien-Umgebung umfasste jene Gebiete, die vor der Ausgemeindung aus Wien den Bezirken Penzing, Klosterneuburg, Floridsdorf, Groß-Enzersdorf und Schwechat zugehörig waren.
Mit 1. September 1954 nahm die neue Bezirksverwaltung Wien-Umgebung ihre Tätigkeit im ehemaligen Gebäude der Wiener Handelskammer, Wien 1., Löwelstraße 20, auf. Im Jahr 1969 übersiedelte die Bezirkshauptmannschaft (BH) Wien-Umgebung nach Wien 9., Alserbachstraße 41. Mit Beschluss der Niederösterreichischen Landesregierung vom 9. April 1991 wurde der Sitz der BH Wien-Umgebung nach Klosterneuburg verlegt. Am 18. Juni 1998 wurde der Neubau des Amtsgebäudes in Klosterneuburg, Leopoldstraße 21, in Betrieb genommen. Außenstellen waren in Purkersdorf, Schwechat, Gerasdorf und in der Wiener Herrengasse situiert.
Am 1. Jänner 1956 wurden Gablitz, Mauerbach, Pressbaum, Tullnerbach und Wolfsgraben aus dem Bezirk Sankt Pölten-Land ausgeschieden und dem Bezirk Wien-Umgebung angeschlossen.

### Verkleinerung 1957
Bereits am 1. Jänner 1957 wurde der Bezirk um 21 Gemeinden verkleinert. Das gesamte Bezirksgebiet nördlich der Donau wurde wie folgt auf die Nachbarbezirke aufgeteilt:
- Andlersdorf, Franzensdorf, Glinzendorf, Großenzersdorf, Großhofen, Mannsdorf, Mühlleiten, Oberhausen, Probstdorf, Raasdorf, Rutzendorf, Schönau und Wittau wechselten in den Bezirk Gänserndorf.
- Bisamberg, Enzersfeld, Flandorf, Hagenbrunn, Klein-Engersdorf, Königsbrunn und Langenzersdorf wurden dem Bezirk Korneuburg angegliedert.
- Gerasdorf und Seyring wurden dem Bezirk Mistelbach zugeschlagen. Nur ein Jahr später wurde diese Umgliederung revidiert und beide Gemeinden wieder Teil des Bezirkes Wien-Umgebung.[5][6]

### Gebietsänderungen
- Fusion der Gemeinden Fischamend Dorf und Fischamend Markt zur Gemeinde Fischamend (1. Jänner 1971)
- Eingemeindung von Velm nach Himberg (1. Jänner 1971)
- Eingemeindung von Seyring nach Gerasdorf (1. Jänner 1972)
- Eingemeindung von Pellendorf nach Himberg (1. Jänner 1972)
- Eingemeindung von Wienerherberg nach Ebergassing (1. Jänner 1975)

### Auflösung
Im September 2015 wurde vom niederösterreichischen Landeshauptmann Erwin Pröll angekündigt, dass der Bezirk Wien-Umgebung mit 1. Jänner 2017 aufgelöst und seine 21 Gemeinden an die angrenzenden niederösterreichischen Bezirke aufgeteilt werden sollen.
Dies wurde am 24. September 2015 vom Niederösterreichischen Landtag beschlossen.
Anschließend wurde von der Landesregierung die Neuzuteilung der Gemeinden auf die angrenzenden Bezirke durchgeführt:

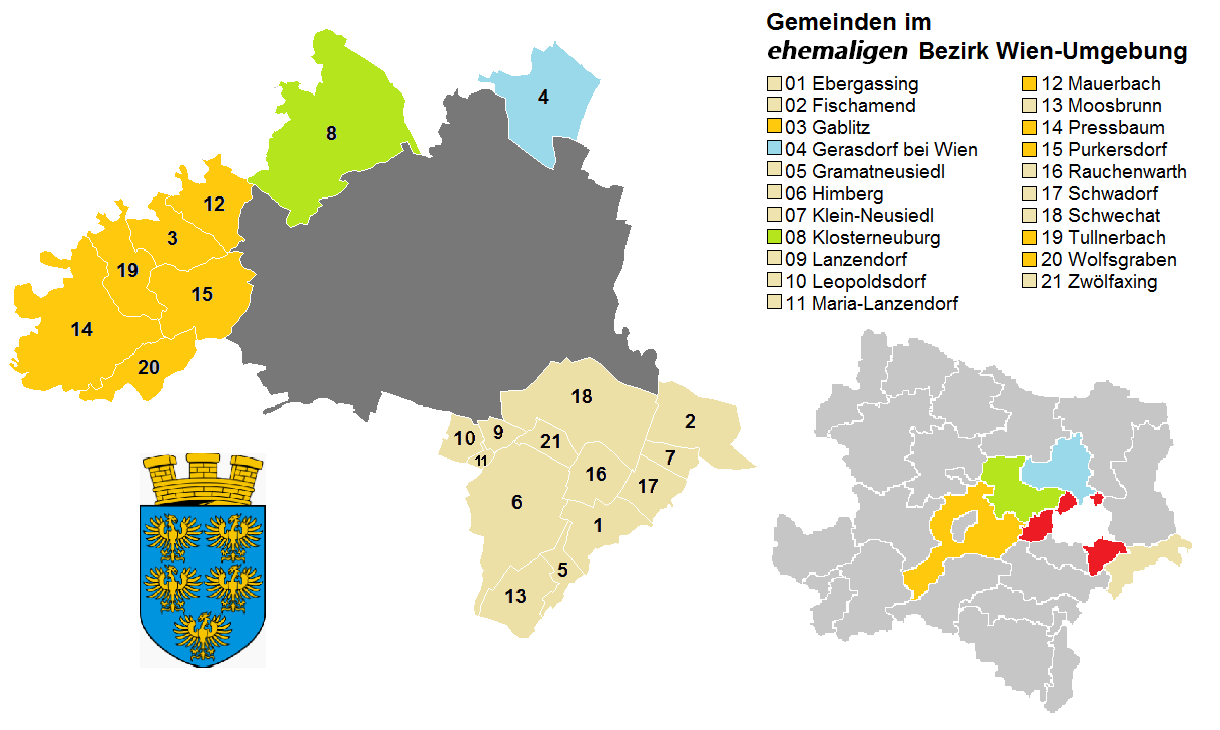
Aufteilung des Bezirks Wien-Umgebung ab 2017: die 21 Gemeinden sind in den Farben jener Bezirke gekennzeichnet, denen sie zugeteilt wurden.

Ursprünglich hätte Gerasdorf an den Bezirk Gänserndorf angeschlossen werden sollen; in einer Bürgerbefragung sprachen sich aber 99 % der Teilnehmer gegen diese Variante aus.
Auch die Zuordnung von Mauerbach und Gablitz (vorgesehen zum Bezirk Tulln) sowie von Leopoldsdorf, Lanzendorf und Maria-Lanzendorf (vorgesehen zum Bezirk Mödling) wurde angepasst.

Der Bezirk Wien-Umgebung bestand zuletzt aus drei isolierten Gebieten: rund um Schwechat im Südosten und Gerasdorf als flächenmäßig deutlich kleineres im Nordosten sowie (nord)westlich von Wien das Gebiet um Klosterneuburg und Purkersdorf. Das letztgenannte Gebiet war zwischen einer westlich von Wien liegenden Region und einer nordwestlich liegenden Region an der kurzen Grenze zwischen dem Gemeindegebiet von Mauerbach und dem Gemeindegebiet von Klosterneuburg auf etwa 700 m Breite eingeschnürt und wies keine im Gebiet liegende Verbindungsstraße auf. Daher hatte die Bezirkshauptmannschaft in beiden Gebietsteilen eigene Dienststellen und wurde der Bezirk insgesamt oft fälschlicherweise als aus vier isolierten Gebieten bestehend dargestellt.

### Ehemalige Bezirkshauptleute
- Franz Baumgartner 1954–1963
- Gustav Herrmann 1963–1964
- Alfred Kriegl 1964–1965
- Franz Schmidt 1965–1969
- Kurt Hürbe 1969–1987
- Albert Hamböck 1987–1995
- Helmut Leiss 1995–2000
- Wolfgang Straub 2000–2014
- Andreas Strobl 2014–2016[15]